# Wright Flyer II
Флайер-2 — самолёт, построенный братьями Райт в 1904 году. Первый полёт был запланирован на 23 мая 1904, однако полёт не состоялся из-за неисправности двигателя и погодных условий. Полёты осуществлялись в прерии Хаффмана.

## История создания
До 1903 года американские механики-самоучки братья Уилбер и Орвилл Райт занимались созданием и испытанием планеров. За это время они отрабатывали конструкцию основных элементов летательного аппарата и испытали различные способы управления. За время тренировок на планерах без мотора был отработан профиль крыла, изобретён пропеллер, с двумя длинными и узкими лопастями.
В 1900-1902 гг. братья Райт построили три различные модели планеров. На них были отработаны размах крыла, расположение хвостового оперения, балансировочной схемы и системы управления. Набравшись опыта в планеризме, в 1903 году братья, на основе конструктивных решений по планеру №3, построили самолёт с двигателем внутреннего сгорания, мощностью 12 л.с. и размахом крыльев 12,29 метра. Для взлёта использовалась тележка, которая перемещалась по деревянным направляющим. 
Самолёт, получивший название «Flyer», представлял собой биплан с двумя толкающими пропеллерами, вращающимися в разные стороны. 17 декабря 1903 года был совершён первый полет, на расстояние более 36 метров на высоте примерно 1,2 метра. Управлял самолётом Орвилл Райт. 
В 1904 году братья Райт продолжили совершенствование своего первого самолёта. Конструктивно новый самолёт, получивший название «Flyer II», был подобен оригиналу. В качестве материала каркаса планера, вместо ели, использовалась белая сосна. Был установлен более мощный двигатель мощностью 16 л.с., изменена кривизна крыла, изменена форма вертикального руля, Увеличена ёмкость топливного бака. С этими изменениями самолёт стал тяжелее на 91 кг. 

## Flyer II - история испытаний и эксплуатации
Испытание Flyer II проходили на коровьем пастбище недалеко от Дейтона штат Огайо. После нескольких неудачных стартов и поломок, 21 июня было выполнено три успешных полёта, но через четыре дня самолёт потерпел крушение. Эти аварии были вызваны неустойчивостью самолёта по тангажу. После доработок снова приступили к испытаниям и в августе было совершено 24 полёта, в том числе два по четверть мили — наибольшее расстояние, которое они могли преодолеть по прямой без разворота.
Поскольку при взлёте использовалась сила встречного ветра, успех взлёта зависел от погодных условий. Иногда приходилось перекладывать 49 метров стартового монорельса, подстраиваясь под погоду. Чтобы не зависеть от капризов ветра, Райты придумали специальное устройство для старта. Это была катапульта, представляющую собой вышку, установленную позади самолёта. К самолёту присоединялся трос с грузом весом 500 кг на конце, который через систему роликовых направляющих подвешивался к вершине вышки. При отпускании груза самолёт на тележке разгонялся по деревянному монорельсу и взлетал.
7 сентября 1904 года при запуске самолёта была впервые использована катапульта. Запущенный с катапульты самолёт 15 сентября совершил первый вираж в воздухе, а 20 сентября был совершён первый в истории полёт по кругу, 1240 метров было преодолено за 1 минуту 16 секунд. Всего на самолёте «Flyer II» братья Райт совершили 105 полётов. Самые успешные полёты состоялись 9 ноября и 1 декабря 1904 года. Лучший результат по дальности полёта составил — 4,8 км, по продолжительности — 5 минут и 4 секунды. 9 декабря полёты приостановили на год.

## Судьба самолёта
В конце 1904 года Райты разобрали самолёт Wright Flyer II. С самолёта демонтировали двигатель, привод воздушных винтов и элементы крепления. Все эти узлы и агрегаты использовали при постройке нового, более совершенного самолёта — Wright Flyer III.

## Технические характеристики
- Команда: 1 пилот
- Длина: 6,43 метра
- Размах крыльев: 12,29 метра
- Высота: 2,73 метра
- Площадь крыльев: 47,38 м²
- Масса с загрузкой: 419,57 кг
- Двигательная установка: 2 рядных четырёхцилиндровых двигателя с водяным охлаждением, по 15 л.с. каждый